# Dan (Virginia Occidental)
Dan es un área no incorporada ubicada en el condado de McDowell (Virginia Occidental), Estados Unidos. Está registrada en el Servicio Geológico de Estados Unidos con fecha de entrada del 1 de mayo de 1996.
El número de identificación asignado por el Sistema de Información de Nombres Geográficos es 1689230.

## Geografía
Se encuentra a una altitud de 366 m s. n. m. (1201 pies) según el Servicio Geológico.